# Chaintré
Chaintré is een gemeente in het Franse departement Saône-et-Loire (regio Bourgogne-Franche-Comté) en telt 519 inwoners (2005). De plaats maakt deel uit van het arrondissement Mâcon.

## Geografie
De oppervlakte van Chaintré bedraagt 3,3 km², de bevolkingsdichtheid is 157,3 inwoners per km².
De onderstaande kaart toont de ligging van Chaintré met de belangrijkste infrastructuur en aangrenzende gemeenten.

## Demografie
De figuur toont het verloop van het inwonertal (bron: INSEE-tellingen).